# Cratere Scott
Scott è un grande cratere lunare di 107,82 km situato nella parte sud-orientale della faccia visibile della Luna.